# Palazzo Manlio-Fratalocchi
Palazzo Manlio-Fratalocchi è uno storico edificio di Sant'Elpidio a Mare in provincia di Fermo. Simbolo della cittadina, è situato nella contrada di San Giovanni. La facciata di palazzo Manlio si erge maestosa lungo corso Baccio, ed è visibile dalla principale via d'ingresso cittadina di Porta Romana.
Il palazzo fu edificato agli albori del XVII secolo dalla storica famiglia baronale dei Manlio, stirpe romana le cui origini risalgono al periodo della Repubblica romana, quando essa fu una delle più celebri di tutto il patriziato. I suoi membri ricoprirono infatti ventuno consolati, tre censure, cinque dittature, inclusero un decemviro e un magister equitum.
Il palazzo ospitò alcuni dei personaggi più influenti in epoca rinascimentale.
Nel 1943 il Palazzo, per la sua posizione geografica, fu occupato per un breve periodo da militari della Wehrmacht che lo restituirono ai proprietari senza danni e carenze.
La famiglia Manlio si estinse con Marina, madre dell'industriale e cavaliere del lavoro Filippo Fratalocchi, il quale nell'ultima metà del XX secolo restituì al palazzo il lustro perduto nei secoli precedenti commissionando alcuni restauri, l'ultimo dei quali risale al 1987. Il palazzo è di proprietà degli eredi Fratalocchi.